# Partido Laborista Democrático de Antigua
El Partido Laborista Democrático de Antigua fue un partido político en Antigua y Barbuda. Las únicas elecciones generales en las que participó fueron las de 1960. El partido solo recibió 66 votos (2,6%) y no obtuvo ningún escaño.